# Anagyrus nitidus
Anagyrus nitidus är en stekelart som beskrevs av Trjapitzin och Rzaeva 1967. Anagyrus nitidus ingår i släktet Anagyrus och familjen sköldlussteklar. Inga underarter finns listade i Catalogue of Life.